# Crkva sv. Tome apostola u Tomašici
Crkva sv. Tome apostola u Tomašici župna je rimokatolička crkva u selu Tomašici u Bjelovarsko-bilogorskoj županiji.
Crkva je jednobrodna barokna građevina iz 1755. s pravokutnim svetištem zaključenim stiješnjenom apsidom uz koje je sa sjeverne strane smještena sakristija, a pred glavnim zapadnim pročeljem zvonik. Crkva je na istočnoj strani poduprta s dva kontrafora. Svođena je baroknim križnim svodom u svetištu ukrašenih štukaturama. Pod crkvom se nalazi danas zazidana kripta.
Po crkvi je mjesto dobilo i ime. Crkva se obnovlja od 2021. godine.

## Zaštita
Pod oznakom Z-2247 vodi se kao nepokretno kulturno dobro - pojedinačno, pravnog statusa zaštićena kulturnog dobra, klasificirano kao "sakralna graditeljska baština".